# Durham (distrikt)
City of Durham var mellan 1974 och 2009 ett distrikt i grevskapet Durham, England. Distriktet har 87 709 invånare (2001). År 2009 blev distriktet en del av enhetskommunen Durham.

## Civil parishes
- Bearpark, Belmont, Brancepeth, Brandon and Byshottles, Cassop-cum-Quarrington, Coxhoe, Croxdale and Hett, Framwellgate Moor, Kelloe, Lands cmn to the parishes of Brancepeth and Brandon and Byshottles, Pittington, Shadforth, Sherburn, Shincliffe, West Rainton och Witton Gilbert.[2]